# 12991 Davidgriffiths
12991 Davidgriffiths è un asteroide della fascia principale. Scoperto nel 1981, presenta un'orbita caratterizzata da un semiasse maggiore pari a 2,9047934 au e da un'eccentricità di 0,0114696, inclinata di 1,80373° rispetto all'eclittica.